# Cayo Bahía de Cádiz
Cayo Bahía de Cádiz es el nombre de una isla en el norte de la República de Cuba, en ella se encuentra un antiguo faro que data del siglo XIX, que inició operaciones en 1862. La isla esta cubierta de vegetación y está deshabitada. Pertenece administrativamente a la provincia de Villa Clara, y se localiza en las coordenadas geográficas 23°12′07″N 80°28′56″O / 23.20194, -80.48222 al este de la bahía de Cádiz, al norte de la Boca Ciega y al noroeste de Cayo Blanquizal.